# (35093) Akicity
(35093) Akicity est un astéroïde de la ceinture principale.

## Description
(35093) Akicity est un astéroïde de la ceinture principale. Il fut découvert le 14 mars 1991 à Geisei par Tsutomu Seki. Il présente une orbite caractérisée par un demi-grand axe de 3,17 UA, une excentricité de 0,10 et une inclinaison de 6,3° par rapport à l'écliptique.

## Compléments